# Елайза Шлесінґер
Елайза Шлесінґер (англ. Iliza Vie Shlesinger, ʃlɛsɪnɡər); нар. 22 лютого 1983 року) — американська стендап-комікеса, акторка, телеведуча. Народилася у Нью-Йорку, виросла в Далласі, Техас. У 2008 році перемогла у шостому сезоні шоу «Last Comic Standing» на телеканалі «NBC», веде шоу знайомств «Excused» та ігрове шоу «Separation Ancurity» на каналі «TBS». У 2017 році вела нічне ток-шоу «Truth & Iliza» на каналі «Freeform». Пілот комедійного шоу вийшов 1 квітня 2020 року на платформі «Netflix».

## Раннє життя
Народилась та виросла у Далласі, Техас  у єврейській родині. Відвідувала приватну школу Ґрінгілла та брала участь у команді школи з імпровізації. В школі вивчала іспанську та мандаринську. Виступала з ComedySportz Dallas, один рік відвідувала Канзаський університет. Брала участь у «Семестрі на морі». Переїхала до коледжу Емерсона в Бостоні, де почала здобувати кінематографічну освіту, вдосконалила навички письма та монтажу, і стала членкинею однієї з комедійних ескізних  комед-груп «Jimmy's Traveling All Stars».

## Кар'єра
Після закінчення коледжу Шлезінґер переїхала до Лос-Анджелеса продовжувати стенд-комедію. Вона була однією з найпопулярніших учасниць комедіантів в групі Whiteboy Comedy в Лос-Анджелесі яка вивела її на сцену в The Improv у Голлівуді.
У 2007 році Шлезінґер виграла конкурс Myspace «Так ти думаєш, що ти смішний» і була представлена як «Gys Myspace Girl of the Week» у мережі G4. Її телевізійні проекти включають E! Мережа «S» Forbes Celebrity 100, Телегід, Америки Next Top Producer, Comedy Central Presents Сезон 14 Епізод 18, Джон Олівер Нью — Йорк Stand Up Show, History Channel. Вона писала для Heavy.com і влаштувала своє шоу в мобільній мережі GOTV.
У 2008 році Шлезінґер стала першою наймолодшою, переможницею «Last Comic Standing» (NBC), у шостому сезоні серіалу . Її двічі відбирали інші коміки, щоб змагатися в елімінаціях, перемагаючи щоразу. Вона з'явилася в The Last Comic Standing Tour.
Шлезінґер співпрацювала з Льюїсом Блеком, щоб зробити внесок у програму «Surviving the Holidays», особливо — в «History Channel», у 2009 році взяла участь у творенні документального фільму «Imagine It!² The Power of Imagination». У 2010 році вона випустила комедійне відео на замовлення «Man Up and Act Like a Lady» та альбом комедій на замовлення «iliza LIVE» на своєму вебсайті через The ConneXtion. Приблизно під час цих релізів Шлезінґер з'явився у діловому комедійному відеосеріалі для Slate.

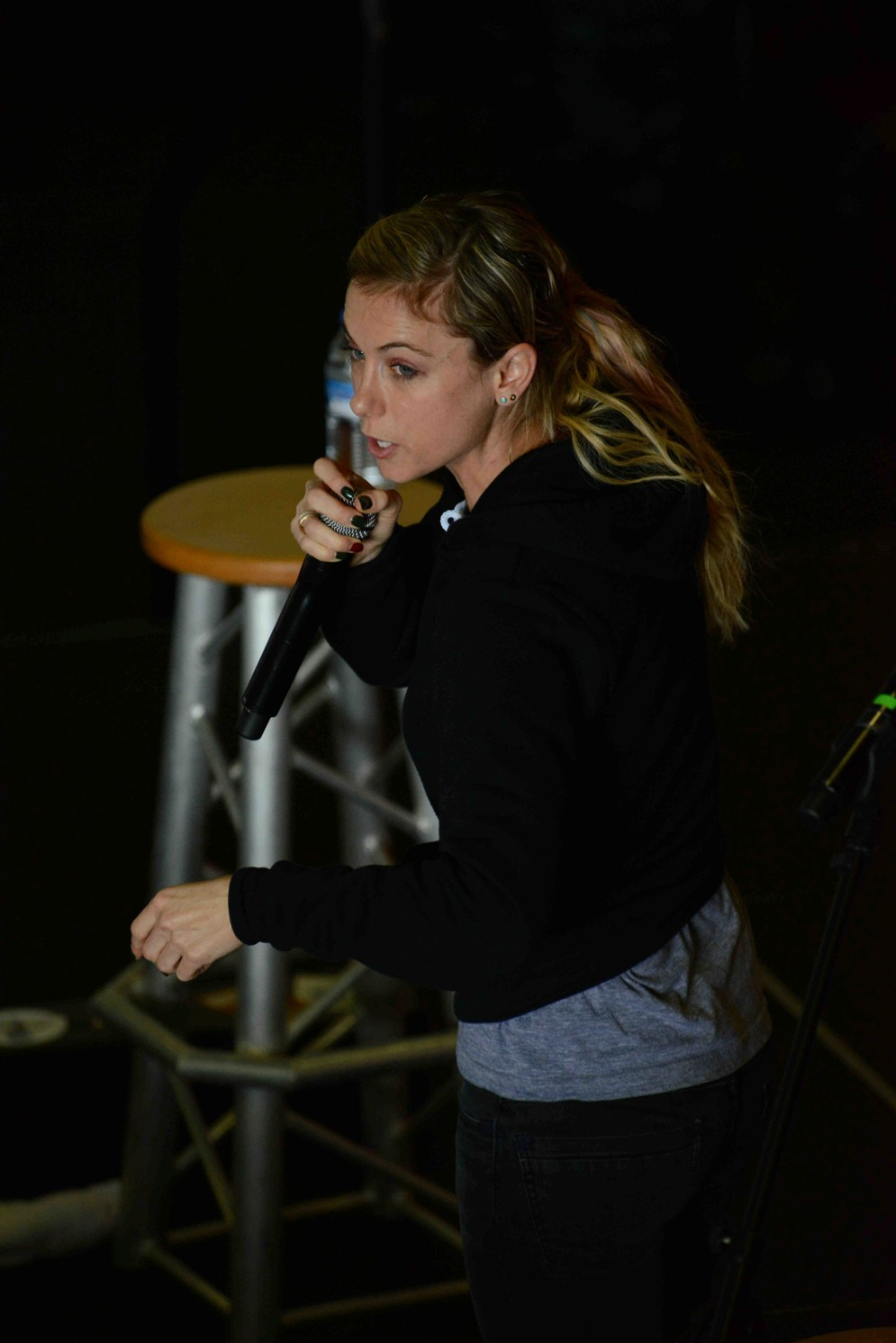
Виступ, 2012

З 7 липня 2007 по 9 квітня 2012 року Шлезінґер вела Тижневі Новини на TheStream.tv. Вона також брала участь у передачах з серії американської реальності на основі змагань знайомств, які проходили з 2011 по 2013 р. Шлезінґер є співзіркою у фільмі «Paradise» (2013). Вона розпочала подкаст під назвою «Правда та Іліза» в серпні 2014 року. За участю знаменитих гостей та особистих друзів, подкаст напівтижня є форумом для обговорення питань, які турбують її та тих, хто в шоу з  піснею у виконанні «Будучи серед Пікслі».
Шлезінґер була комічним ведучим радіошоу StarTalk з Нілом ДеГрассе Тайсоном 7 сезон, епізод 12 під назвою «Космічні запити: Галактичний мішок захоплення», дата публікації: 20 травня 2016 року.
13 липня 2016 року було випущено оригінальний цифровий комедійний серіал ABCdigital «Назавжди 31», створений і знятий Шлезінґер.

Швидке нічне шоу для Ілізи Шлезінґер було розроблене у вересні 2016 року для кабельного каналу «Freeform» Truth &amp; Iliza почали виходити 2 травня 2017 року.

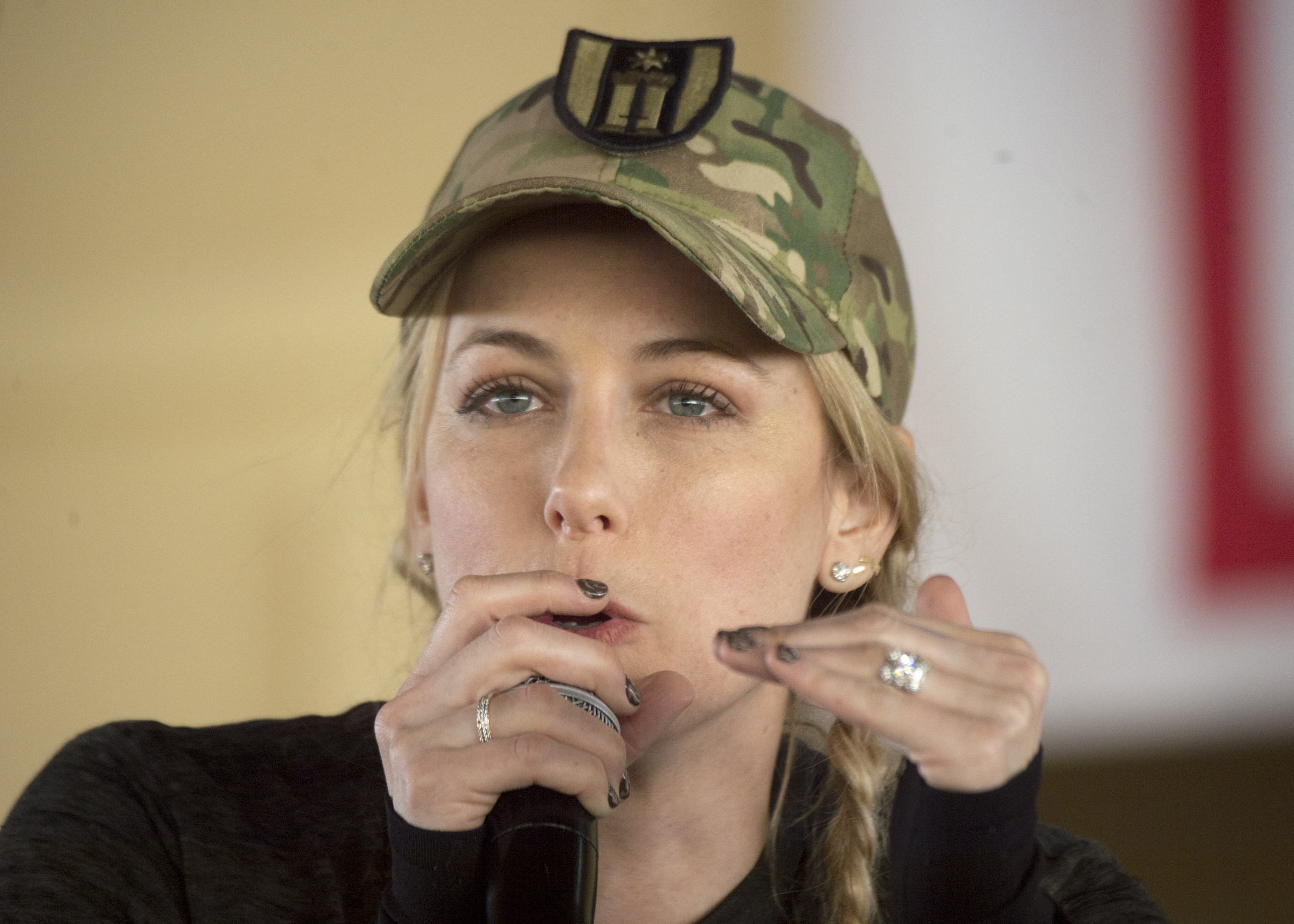
Шлезінґер виступає у 2017 році

7 листопада 2017 року Weinstein Books опублікувала книгу Шлезінґер «Дівчина логіки: геній та абсурд» із вступом Майїма Біаліка.
У грудні 2017 року повідомлялося, що комік подала позов до чоловіка, якому відмовили у доступі до одного з шоу лише для дівчат. Початкова скарга була відхилена, а потім повторно розглянута як позов про вчинок у класі.

### Netflix
Перший комедійний альбом та відеоролик Шлезінґер «Фарба війни», був записаний 1 грудня 2012 року в театрі Лейквуд у Далласі (штат Техас), та вийшов у Netflix 1 вересня 2013 року. Її другий спеціальний проект, «Freezing Hot», записаний у Денвері (Колорадо) прем'єра відбулася на Netflix 23 січня 2015 року. Третій спеціальний проект Netflix, під назвою «Підтверджені вбивства», було записано у театрі Вік у Чикаго (штат Іллінойс), прем’єра на Netflix відбулася 23 вересня 2016 року. Четвертий проект Netflix stand-up «Elder Millennial» був записаний на борту USS  Hornet, в музеї USS Hornet Sea, Air & Space  в Аламіда (штат Каліфорнія) 23 лютого 2018 року і вперше на Netflix 24 липня 2018. П’ятий стенд-ап Netflix, «Unveiled», записано у Нашвіллі, прем'єра на Netflix відбулася 19 листопада 2019 року. Іліза Шлезінґер також бере участь у березні 2020 року в конфлікті Netflix Film Spenser.

## Особисте життя
12 травня 2018 року Шлезінґер одружилася з шеф-кухарем Ноа Ґалутеном. 
Свою любов до орнітології часто обговорює у своїх Netflix та комедійних спектаклях.

## Праці

### Комедійні
| Рік      | Назва                  | Дистриб'ютор |
| -------- | ---------------------- | ------------ |
| 2013 рік | Фарба війни            | Netflix      |
| 2015 рік | Замерзання гаряче      | Netflix      |
| 2016 рік | Підтверджено вбиває    | Netflix      |
| 2018 рік | Старійшина тисячоліття | Netflix      |
| 2019 рік | Оприлюднено            | Netflix      |

### Фільми
- 2018 — Родина за хвилину — Октобер
- 2019 — Іліза Шлезінґер: Знову і знову (документальний)
- 2020 — Спенсер конфіденційний — Cissy
- 2020 — Фрагменти жінки / Pieces of a Woman — Аніта Вейс